# Robyn Cooper
Pour les articles homonymes, voir Cooper.
Robyn Cooper, née le 16 janvier 1972 à Brisbane, est une joueuse professionnelle de squash représentant l'Australie. Elle atteint le 12e rang mondial en septembre 1996, son meilleur classement. Elle est championne du monde par équipes en 2002. En parallèle de sa carrière de joueuse de squash, elle est également joueuse de cricket, jouant dans la Women's National Cricket League (en).

## Palmarès

### Titres
- Championnats du monde par équipes : 2002

### Finales
- Grasshopper Cup : 1997
- Championnats du monde par équipes : 2000